# 你好 七葉
《你好 七葉》（日語：はいたい七葉）是日本電視動畫。沖繩縣的琉球朝日放送在2012年10月6日星期六17時55分開始播放。每1話播放5分鐘的動畫全13話，在沖繩播放後，在2013年以後在全国及海外播放。為琉球語中的沖繩方言（即琉球語標準語），意思是「你好」。同為你好之意的還有。是男性用語；為女性用語。后来也有女性使用的情況。

## 故事
喜屋武七葉（きゃんななふぁ）是個活潑的中学生女孩。在奶奶經營的琉球麵店「かめーそば」中和高中生美女姊姊・七緒（なお）、靈能力很強的小學生妹妹・心七（ここな）一起生活。
某日在七葉的面前出現了一位住在細葉榕中的精靈・奇吉姆娜，奇吉姆娜現在變成可愛的女孩子樣子的妮娜，而與妮娜同樣身為奇吉姆娜的夥伴的「菈娜」、風獅的化身「伊娜」也接連的現身，七葉等人原本安靜和平的生活，於是捲入了一場不可思議的騷動之中。

## 登場人物
喜屋武七葉
声 - 與那嶺里都
本作主角。喜屋武家的次女。性格開朗，但是不折不扣的天然系。

喜屋武七緒
声 - 松田るか
喜屋武家長女。長的十分漂亮。性格冷靜，穩重，但生氣時非常嚇人，沖繩太鼓隊的成員。

喜屋武心七
声 - やびくかりん
喜屋武家么女。通靈能力很強。喜歡纏著兩個姐姐撒嬌。

妮娜
声 - 松嵜麗
本作登場的第一位精靈。榕樹化身。外表像幼稚園小孩，但講話毒舌。跟伊娜是死對頭。

菈娜
声 - 井上奈奈
本作登場的第二位精靈。榕樹化身。雖然常常犯下相同的錯誤，但總是開心面對，認為自己是大家的開心果，實際上因為常常做同樣的錯事而常常被大家嘲笑。

伊娜
声 - 五十嵐裕美
本作登場的第三位精靈。琉球獅化身。有著不服輸的性格，跟妮娜是死對頭。

卡娜
声 - 東城日沙子

本作登場的第四位精靈。水化身。冷靜寡言。身穿和服。沖繩麵店的客人，會給珍惜水的人福氣，但對於浪費水的人類會給予懲罰。

爺爺
声 - 新垣正弘
御宅族。早已過世。本作登場的是他的靈魂，只有妹妹心七看的到。

奶奶
声 - 喜舎場泉
喜屋武三姐妹的奶奶，沖繩麵店店長。溫和善良，但對精靈十分嚴格，會用空手道懲罰她們

我那覇姬野
声 - 川満彩杏
七緒的好友，眼鏡娘，好管閒事的委員長類型。對七緒來說是一個很好的理解的人。

宮里結菜
声 - 新垣奈々
七緒的學妹，運動會系的元氣少女，但也有少女情懷。口頭禪是"手工制作的便當啦，七緒吃的"。

幸喜貴子
声 -
七葉的同學。跟七葉相反，是一位一講到自己的事就停不下來的千金大小姐，

露西・美咲・史圖亞特
声 - 小潮川愛祈
一句英語不會說的混血女孩，父母親其中一位是純粹的沖繩人。

渡久地美美
声 - 崎原安珠
與心七關係密切的5歲左右的女孩子，驚人服務達喀能力的持有者。

下地舞子
声 - 宇久村紀子
被沖繩蕎麥麵吸引的神秘少女，訂購的手勢（手指一本立，總是一個這個意思）通過。

登川琉歌
声 - 佐久川若菜
七葉所屬國中的新人老師。性格天然，沮喪時會喝燒酒，彈琉球三昧線。

## 工作人員
- 企劃 - はいたい七葉 制作委員会
- 監督 - 木村寛
- 系列構成 - 古怒田健志
- 角色原案 - POP
- 動畫角色設計 - 植田和幸
- 總作画監督 - 小磯沙矢香
- 音響監督 - 納谷僚介
- 美術設定 - 田代一志
- 美術監督 - 塚越羽瑠奈
- 色彩設計 - 佐野ひとみ
- 撮影監督 - 廣岡岳
- 編集 - 柳圭介
- 制作協力/方言指導 - 新垣正弘、長嶺哲成、比嘉淳子
- 動畫製作人 - 西藤和広
- 動畫製作 - Passione
- 製作人 - 畠中敏成、福永収、ひらさわひさよし

## 主題曲
片尾曲「ゆいまーる☆わーるど」
作詞 - 比嘉淳子、鶴田光介 / 作曲 - 来兎（リサレコ） / 歌 - 綾瀨理惠

## 各話標題
| 話数   | 日本副標題                   | 中文副標題               | 脚本       | 分鏡     | 演出     | 作画監督                        |
| 第1季  | 第1季                        | 第1季                    | 第1季      | 第1季    | 第1季    | 第1季                           |
| ------ | ---------------------------- | ------------------------ | ---------- | -------- | -------- | ------------------------------- |
| 第1話  | はいたい!キジムナー!         | 你好！奇吉姆娜！         | 古怒田健志 | 木村寛   | 木村寛   | 小磯沙矢香                      |
| 第2話  | キジムナーは怠けもの!?       | 奇吉姆娜是懶惰蟲！？     | 古怒田健志 | 木村寛   | 木村寛   | 小磯沙矢香                      |
| 第3話  | 島の民は野球がお好き?        | 島上的居民喜歡棒球？     | 古怒田健志 | 中野典克 | 木村寛   | 小磯沙矢香                      |
| 第4話  | エイサーはモテモテさー       | 艾沙是非常時髦的         | 古怒田健志 | 星野真   | 星野真   | 小磯沙矢香                      |
| 第5話  | 心七たちの不思議な力?        | 心七們的不可思議力量？   | 古怒田健志 | 馬場龍一 | 馬場龍一 | 小磯沙矢香                      |
| 第6話  | めんそーれ修学旅行生!        | 歡迎畢業旅行生！         | 古怒田健志 | 木村寬   | 木村寬   | 小磯沙矢香                      |
| 第7話  | 燃えろ! 綱引き!              | 燃燒吧！拔河賽！         | 古怒田健志 | 星野真   | 星野真   | 小磯沙矢香                      |
| 第8話  | 七葉イメチェン大作戦!        | 七葉改造大作戰！         | 古怒田健志 | 星野真   | 星野真   | 植田和幸                        |
| 第9話  | 沖縄の...怖い話...           | 沖繩的...恐怖故事...     | 古怒田健志 | 伊藤真尋 | 木村寬   | 小磯沙矢香                      |
| 第10話 | 七葉の風邪を治すのは！？     | 治好七叶的感冒需要的是？ | 古怒田健志 | 伊藤真尋 | 木村寬   | 植田和幸                        |
| 第11話 | 駆け込め！ふーる争奪戦！     | 冲刺！厕所争夺战         | 古怒田健志 | 末田宜史 | 末田宜史 | 小磯沙矢香                      |
| 第12話 | かめーそば閉店！？           | 畅食面馆关门             | 古怒田健志 | 木村寬   | 木村寬   | 植田和幸                        |
| 第13話 | キジムナー、ぐぶりーさびら!? | 再见了 树精灵！？        | 古怒田健志 | 木村寬   | 木村寬   | 小磯沙矢香                      |
| 第2季  |                              |                          |            |          |          |                                 |
| 第14話 | はいたい! 謎の酔っぱらい!!   |                          | 古怒田健志 | 木村寬   | 木村寬   | 小磯沙矢香                      |
| 第15話 | お誕生日おめでとう七葉!      | 生日快樂七葉！           | 古怒田健志 | 木村寬   | 木村寬   | 植田和幸                        |
| 第16話 | 七緒ねえねえの秘密           |                          | 古怒田健志 | 中野典克 | 木村寬   | 櫻井正明                        |
| 第17話 | ラーナのショータイム         |                          | 古怒田健志 | 星野真   | 星野真   | 小磯沙矢香                      |
| 第18話 | 台風対台風                   | 颱風對颱風               | 古怒田健志 | 中野典克 | 木村寬   | 植田和幸                        |
| 第19話 | ニーナを捕まえろ!!           |                          | 古怒田健志 | 星野真   | 星野真   | 近藤源一郎                      |
| 第20話 | はいたい! ウルトラ怪獣?!     |                          | 古怒田健志 | 渡邊哲哉 | 渡邊哲哉 | 小磯沙矢香                      |
| 第21話 | めざせ! ちゅらさん先生       |                          | 古怒田健志 | 星野真   | 星野真   | 不適用                          |
| 第22話 | 恐怖のマジムン現る?!         |                          | 古怒田健志 | 中野典克 | 木村寬   | 植田和幸、近藤源一郎            |
| 第23話 | 心七たちの鬼退治!!           | 心七們的驅鬼             | 古怒田健志 | 中野典克 | 木村寬   | 小磯沙矢香                      |
| 第24話 | ニーナたちのお母さん?!       | 尼娜們的媽媽？           | 古怒田健志 | 星野真   | 星野真   | 星野真                          |
| 第25話 | ガジュマルに帰る日           | 細葉榕的回家之日         | 古怒田健志 | 木村寬   | 木村寬   | 小磯沙矢香、植田和幸 近藤源一郎 |
| 第26話 | はいたい!                    | 你好！                   | 古怒田健志 | 木村寬   | 木村寬   | 小磯沙矢香、近藤源一郎 植田和幸 |

## 播放電視台
| 播放地區 | 播放電視台   | 播放日期                 | 播放時間（UTC+9）          | 所屬聯播網 | 備註                                           |
| 第1期    | 第1期        | 第1期                    | 第1期                      | 第1期      | 第1期                                          |
| -------- | ------------ | ------------------------ | -------------------------- | ---------- | ---------------------------------------------- |
| 沖繩縣   | 琉球朝日放送 | 2012年10月6日 - 12月29日 | 星期六 17時55分 - 18時00分 | 朝日電視網 |                                                |
| 日本全國 | AT-X         | 2013年1月3日 - 2月14日   | 星期四 23時15分 - 23時25分 | 衛星電視   | 兩話連播 有重播 第13話於2月14日23:15-23:20播出 |
| 第2期    |              |                          |                            |            |                                                |
| 沖繩縣   | 琉球朝日放送 | 2013年4月6日 - 6月29日   | 星期六 17時55分 - 18時00分 | 朝日電視網 |                                                |
| 日本全國 | AT-X         | 2013年8月4日－10月27日   | 星期日 18時25分－18時30分  | 衛星電視   | 有重播                                         |

## 外部連結
- 官方网站（日語）
- 你好 七葉的X（前Twitter）（日語）